# Heinrich Teweles
Heinrich Teweles (Prága, 1856. november 13. – Reichenau an der Rax, Ausztria, 1927. augusztus 9.) cseh-osztrák drámaíró, író, esszéista, színházi kritikus, rendező, a Prager Tagblatt főszerkesztője. 1927. augusztus 23-án Bécsben temették el.

## Családja
Szülei Moritz Teweles és Rebekka Wahle, felesége Charlotte Brüll volt.

## Színpadi művei
- 1881: Die Schauspielerin
- 1886: Eherecht
- 1887: Schule der Frauen
- 1888: Der Ring des Polykrates (Friedrich Schiller után)
- 1889: Die Gesellschafterin
- 1891: Der hundertste Geburtstag
- 1893: Mein Papa
- 1894: Johann Strauss
- 1895: Demetrius (Friedrich Hebbel után)
- 1898: Der Volksfreund

## Írásai
- 1884: Der Kampf um die Sprache. Linguistische Plaudereien (C. Reißner, Leipzig)
- 1885: Die Armen. Kleine Romane (C. Reißner, Leipzig)
- 1886: Presse und Staat. Eine Untersuchung (D. Kuh, Prag)
- 1893: Ida Boy-Ed (Breslau 1894)
- 1894: Prager Dichterbuch (Friedrich Ehrlichs Buchhandlung, Prag)
- 1899: Beitrag zur Goethefeier in Prag (A. Haase, Prag)
- 1910: Das Romanschiff. Heitere Liebesgeschichten (Concordia Deutsche Verlags-Anstalt, Berlin)
- 1918: Der Roman Goethes. (Verlag des Prager Tagblatt, Prag)
- 1920: Wenn die Schwalben heimwärts ziehen. Ein Gedenkblatt für Karl Herloßsohn (Selbstverlag, Prag)
- 1922: Erinnerungen an Josef Willomitzer (Selbstverlag, Prag)
- 1923: Goethes erstes Mädchen. Nach des Dichters Briefen und Gedichten (Wila-Verlags A.G., Wien)
- 1925: Literatur- und Bücherfreundliches. An August Sauer zum siebzigsten Geburtstage 12. Oktober 1925 (A. Haase, Prag)
- 1925: Goethe und die Juden (W. Gente, Hamburg)
- 1927: Theater und Publikum. Erinnerungen und Erfahrungen (Gesellschaft Deutscher Bücherfreunde in Böhmen, Prag)
- 1927: Zwanzig Blätter … Aus dem Tagebuch einer Frau (Köhler & Amelang, Leipzig)

## Fordítás
- Ez a szócikk részben vagy egészben  a   Heinrich Teweles című német Wikipédia-szócikk ezen változatának fordításán alapul.  Az eredeti cikk szerkesztőit annak laptörténete sorolja fel. Ez a jelzés csupán a megfogalmazás eredetét és a szerzői jogokat jelzi, nem szolgál a cikkben szereplő információk forrásmegjelöléseként.